# Anna Tyshayeva
Anna Victoria Tyshayeva (geboren in den 1980er Jahren in Odessa) ist eine ukrainische Pianistin. 

## Leben und Wirken
Anna Tyshayeva studierte Musik am Musikgymnasium Stoljarski-Musikschule für Hochbegabte in Odessa und am staatlichen Konservatorium Odessa bei Nikolaj Kryzhanovsky. Während des Studiums übersiedelte sie nach Deutschland und setzte ihre Ausbildung an der Musikhochschule Frankfurt am Main in der Klasse von Irina Edelstein fort. Schließlich absolvierte Tyshayeva die Fortbildungsklasse an der Musikhochschule Nürnberg bei Wolfgang Manz und die Solistenklasse bei Leonid Dorfman an der Musikhochschule Trossingen.
Als Pianistin arbeitete sie mit Dirigenten wie Vassilis Christopoulos, Uwe Sandner, Juri Gilbo, Giuliano Betta, Marco Gatto, Johannes Harzer, Ferenc Török und Markus Bieringer zusammen.
Mit dem Violinisten Michel Gershwin bildet Tyshayeva ein Konzertduo. Die beiden treten seit Jahren auf vielen internationalen Bühnen auf und haben sowohl als Duo als auch als Solisten renommierte Preise gewonnen.
Tyshayeva ist künstlerische Leiterin mehrerer Musikveranstaltungen wie dem Internationalen Klavierfest Eppstein Rhein-Main, den Okarbener Musiktagen, dem Klavierfestival in der Villa. Sie unterrichtet  am Erlanger Musikinstitut und wird als Jurorin bei Klavierwettbewerben sowie als Dozentin zu Meisterkursen im In- und Ausland eingeladen. Auftritte brachten sie in fast alle europäischen Länder, nach Japan, in die USA.
Tyshayeva lebt seit den 2010er Jahren in Frankfurt am Main.

## Stipendien und Preise
Tyshayeva  bekam nach ihrem Studium ein Stipendium von Yehudi Menuhin Live Music Now und war Stipendiatin der Pestalozzi-Stiftung. Bei internationalen Wettbewerben wie dem Aleksander-Skrjabin-Wettbewerb in Paris gewann sie den ersten Preis, der erste und der Publikumspreis wurden ihr beim Wettbewerb der Da-Ponte-Stiftung zuerkannt.